# Puccinia desmanthodii
Puccinia desmanthodii ist eine Ständerpilzart aus der Ordnung der Rostpilze (Pucciniales). Der Pilz ist ein Endoparasit der Korbblütler Desmanthodium fruticosum und Desmanthodium ovatum. Symptome des Befalls durch die Art sind Rostflecken und Pusteln auf den Blattoberflächen der Wirtspflanzen. Sie ist ein Endemit Mexikos.

## Merkmale

### Makroskopische Merkmale
Puccinia desmanthodii ist mit bloßem Auge nur anhand der auf der Oberfläche des Wirtes hervortretenden Sporenlager zu erkennen. Sie wachsen in Nestern, die als gelbliche bis braune Flecken und Pusteln auf den Blattoberflächen erscheinen.

### Mikroskopische Merkmale
Das Myzel von Puccinia desmanthodii wächst wie bei allen Puccinia-Arten interzellulär und bildet Saugfäden, die in das Speichergewebe des Wirtes wachsen. Ihre Spermogonien sind nicht bekannt. Die beidseitig auf den Wirtsblättern wachsenden  Aecien der Art sind kurz, weiß und stehen in kleinen Gruppen. Sie besitzen 17–22 × 14–19 µm große, fast kugelige und hyaline Aeciosporen mit warziger Oberfläche. Uredien bildet der Pilz nicht aus. Die blattunterseitig in dichten Gruppen wachsenden Telien der Art sind schwarzbraun und bedeckt, sie besitzen bräunliche Paraphysen. Die hell kastanienbraunen Teliosporen sind zweizellig, in der Regel subzylindrisch und 40–55 × 12–18 µm groß. Ihre Stiele sind braun und bis zu 25 µm lang.

## Verbreitung
Das bekannte Verbreitungsgebiet von Puccinia desmanthodii reicht in Mexiko vom Bundesstaat Nayarit bis nach Oaxaca.

## Ökologie
Die Wirtspflanzen von Puccinia desmanthodii sind Desmanthodium fruticosum und Desmanthodium ovatum. Der Pilz ernährt sich von den im Speichergewebe der Pflanzen vorhandenen Nährstoffen, seine Sporenlager brechen später durch die Blattoberfläche und setzen Sporen frei. Die Art durchläuft einen Entwicklungszyklus mit Spermogonien, Aecien und Telien, vollzieht aber keinen Wirtswechsel.

## Taxonomie
Die Art wurde 1901 durch Paul Dietel und Edward Willet Dorland Holway erstbeschrieben.